# Lingua bodo
La lingua bodo (pronunciato /bɔɽo/) è una lingua tibeto-birmana parlata in India e in Nepal.

## Distribuzione geografica
La maggior parte dei locutori è concentrata in India, dove al censimento del 2001 risultavano 1.330.000 persone di lingua bodo, stanziate principalmente negli stati nord-orientali di Assam, Bengala Occidentale, Manipur e Meghalaya. La lingua è attestata anche nel distretto di Jhapa, in Nepal, dove sono stati censiti, sempre nel 2001, 3.300 locutori.

### Dialetti e lingue derivate
Chote, Mech.
È strettamente correlata con la lingua dimasa di Assam e la lingua garo di Meghalaya ma anche con la lingua kokborok parlata a Tripura.

### Lingua ufficiale
La lingua è una delle lingue ufficiali dello stato di Assam, e una delle 22 lingue ufficialmente riconosciute dall'allegato VIII della Costituzione dell'India.

## Classificazione
Secondo Ethnologue, la classificazione della lingua bodo è la seguente:
- Lingue sinotibetane
  - Lingue tibeto-birmane
    - Lingue sal
      - Lingue bodo-garo-naga settentrionale
        - Lingue bodo-koch
          - Lingue bodo-garo
            - Lingua bodo

## Sistema di scrittura
Per la scrittura vengono utilizzati l'alfabeto bengalese, l'alfabeto devanagari e l'alfabeto latino.